# Gregory Thomas Garcia
Gregory Thomas Garcia est un scénariste, producteur de télévision et réalisateur né le 4 avril 1970. Il est le créateur et producteur exécutif des sitcoms Oui, chérie !, Earl et Raising Hope.

## Filmographie

### Comme scénariste
- 1995 : Seuls au monde (TV)
- 1996 : La Vie de famille (TV)
- 1997 : Built to Last (TV)
- 2000 - 2006 : Oui, chérie ! (TV)
- 2005 - 2009 : Earl (TV)
- 2007 : Fugly (TV)
- 2010 : Raising Hope (TV)

### Comme producteur
- 1997 : Built to Last (TV)
- 1998 : Getting Personal (TV)
- 2000 - 2001 : Les Griffin (TV)
- 2000 - 2003 : Oui, chérie ! (TV)
- 2005 - 2008 : Earl (TV)
- 2007 : Fugly (TV)
- 2010 : Raising Hope (TV)
- 2013 : The Millers (TV)

### Comme réalisateur
- 2006 - 2009 : Earl (TV)